# 三宅裕司のドシロウト
『三宅裕司のドシロウト』（みやけゆうじのドシロウト）は、2000年4月5日から2006年3月30日まで、日本テレビ系列で深夜に放送された山口放送製作の素人参加型トークバラエティ番組。三宅裕司の冠番組の一つである。

## 概要と特徴
番組タイトルにもあるように毎回、日本全国から抽出された一般人1名から数名をゲストに迎える事をベースにしている。主に職種を基礎条件に、電話帳でランダムに選び、出演交渉を行う体で放送されていた。実際には何らかの手段で条件に合う人を捜し出し、事前に取材や出演交渉を行った上で出演してもらっていた（そのため、固定電話を持たず、携帯電話しか持っていない人にも出演交渉が行われた）。この交渉シーンは、放送の最後に次回の予告として放映されていた時期もある。また、ゲスト探しには知人の紹介などを活用することもあった。こうして承諾を得られた一般人にスポットをあて、その職業ならではの苦労話や裏話、長年培われた技術などを披露しつつ、様々な質問を交えて構成されてゆくトーク番組となっている。なお、第1回放送時は番組冒頭で直接電話依頼し、到着を待ちながらトークで繋ぐ形をとった。番組ではPaniCrewが、毎回決められる特定の県出身の美人を東京の街で探すコーナーもあった（一度は該当者がおらず退散したこともある）。
普段は東京都内で番組収録が行われたが、レギュラー放送期間中に一度、山口放送の開局記念番組として山口放送本社で番組収録が行われたこともある。このときはPaniCrewのコーナーは、山口県内で東京出身の美人を探すコーナーになっていたが、PaniCrewが該当者に、PaniCrewの中で誰がイケているかを尋ねたところ、予想外にもKRYのカメラマンを指差し、そのカメラマンは別アングルから撮影中だったカメラに向かって、撮影しながらVサインを送っていた。
2005年3月までは、一部系列局を除き全国ネットで毎週金曜深夜に放送されていたが、同年4月からは山口放送で木曜深夜24:20 - 24:50に放送時間が移動。またネット局でもそれぞれ放送日時が移動となった。テレビ岩手・テレビ宮崎（「ZZZ」枠廃止と共に途中打ち切り）を除いて日本テレビ系全国28局ネットで放送された。
2006年1月14日の15:30 - 16:55に制作局・山口放送の開局50周年記念企画として、これまで番組内で多く取り上げられた「漁師さん」にスポットを当てた特別番組『三宅裕司のドシロウトスペシャル・ニッポン激うま!人情漁師めし!!』が、日本テレビ系列22局（レギュラー番組をネットしていないテレビ岩手を含む。他のネット局は別の日）で放送された。特番では、当時のレギュラーに加え、元レギュラーの出川哲朗、眞鍋かをりもゲストとして出演した。
本番組は『三宅裕司のワークパラダイス』から7年間続いた、山口放送制作の全国ネットでの深夜番組の最後の番組となった。
その後も同局制作の特別番組として放送が続けられ、2006年8月5日放送のスペシャルには元レギュラーの出川もゲスト出演し、特番は2007年2月12日放送の第3弾まで制作された。

## 放送時間の変遷
いずれも日本標準時、山口放送での放送時間。
- 2000年4月5日 - 9月27日　木曜日（水曜日深夜）24:12 - 24:47
- 2000年10月3日 - 2002年9月24日　水曜日（火曜日深夜）24:12 - 24:45
- 2002年10月4日 - 2003年3月28日　土曜日（金曜日深夜）24:50 - 25:20　ここまで『ZZZ』に内包。
- 2003年4月4日 - 2004年3月26日　土曜日（金曜日深夜）24:28 - 24:58
- 2004年4月 - 12月24日　土曜日（金曜日深夜）24:14 - 24:44
- 2005年1月7日 - 3月25日　土曜日（金曜日深夜）24:24 - 24:54
- 2005年4月7日 - 2006年3月30日　金曜日（木曜日深夜）24:20 - 24:50

## 出演者

### メイン司会
- 三宅裕司

### 歴代スタジオレギュラー
2000年4月5日 - 9月27日
- 出川哲朗
- 坂下千里子
- 岸田健作
- 野崎恵
- 駒勇明日香

2000年10月3日 - 2002年3月26日
- オセロ（中島知子・松嶋尚美）
- 恵俊彰（ホンジャマカ）
- 小倉優子（ - 2001年3月27日）
- 眞鍋かをり（2001年4月3日 - ）

2002年4月2日 - 2006年3月30日
- オセロ
- 東野幸治
- 吉岡美穂

2007年2月12日（特番）
- 福永ちな

## スタッフ
- 企画･監修 : おちまさと
- 構成 : すずきB、松田幸三、こやま山
- ナレーター : 伊津野亮
- 技術 : IMAGICA、ウイウイ・スタヂオ
- 照明 : サンライズアート
- 音声 : タムコ
- CG : 岡田ケンジ
- 音効 : 保苅智子（エッグノッグ）
- 編集 : 木内香織（テレテックメディアパーク）
- MA : 阿世知貴彦（テレテックメディアパーク）
- 美術 : 中原晃一（日本テレビアート）
- デザイナー : 柳谷雅美（日本テレビアート）
- 装飾製作 : 俳優座劇場
- 装飾 : テレフィット
- 大道具 : サブロクカンパニー
- 電飾 : テルミック
- 広報 : 藤井義輝
- AP : 小川卓也、高瀬淳子
- ディレクター : 木原 猛、久野和洋、鷹中亮介
- 演出 : 工藤浩之、長尾 真
- プロデューサー : 高村長生、須田裕子、小西 寛
- 制作協力 : アミューズ、K-max
- 製作著作 : KRY山口放送

### 過去のスタッフ
- 編集：諏訪部和広（アートプラザ）、下間俊樹（アートプラザ）→ 勝呂康英（イマジカ）→ 水沼治久（テレテックメディアパーク）
- MA：菱山和良（アートプラザ）、阿部友哉（アートプラザ）→ 大木久雄（イマジカ）
- AP : 藤村剛、稲垣衛、藤井義輝
- ディレクター : 中山幹雄、丸山偉佐夫、近藤創、陣川友裕、志水大介
- プロデューサー : 白石知江男、早瀬志都加

## エンディングテーマ曲
- 「ENJOY BAD DAYS,ENJOY GOOD DAYS」坂口実央
- 「DisCoNection」PaniCrew
- 「レッツゴー・クレイジー!」PaniCrew
- 「Everyday Sunshine」SOUL LOVERS
- 「Paradise Bonnie」PaniCrew
- 「LOVEfilia」PaniCrew
- 「FANTASTIC VOYAGE」PaniCrew
- 「ドラキラ」FANATIC◇CRISIS
- 「未タイトル」うたいびと はね
- 「飾りじゃないのよ涙は」井上陽水
- 「今は昔」熊木杏里
- 「moonlight」FANATIC◇CRISIS
- 「放浪BIRD」Strawberry JAM
- 「Over Shine」愛内里菜
- 「祈望」新堂敦士
- 「追憶の超えるスピードで」FANATIC◇CRISIS
- 「あの素晴しい愛をもう一度」ビリケン
- 「リラの片想い」Sunday
- 「想い出がいっぱい」ビリケン
- 「Stay With Me Tonight」東方神起
- 「Oh!Deluxe Maxi」エイジアエンジニア
- 「夏空音楽」Elephant Girl
- 「サンセット」Mi
- 「けつまくりうでまくり」東京プリン
- 「Boomerang」天上智喜

## 放送局
山口放送（制作局）、札幌テレビ、青森放送、秋田放送、山形放送、福島中央テレビ、テレビ新潟、ミヤギテレビ、日本テレビ、静岡第一テレビ、北日本放送、テレビ金沢、福井放送、中京テレビ、読売テレビ、広島テレビ、日本海テレビ、南海放送、福岡放送、熊本県民テレビ、鹿児島読売テレビ